# Бейліс-Гарбор (Вісконсин)
Бейліс-Гарбор (англ. Baileys Harbor) — місто (англ. town) в США, в окрузі Дор штату Вісконсин. Населення — 1223 особи (2020).

## Демографія
Згідно з переписом 2010 року, у місті мешкали 1022 особи в 507 домогосподарствах у складі 300 родин. Було 1378 помешкань
Расовий склад населення:
| - 95,1 % — білих - 0,6 % — азіатів - 0,5 % — чорних або афроамериканців - 0,4 % — корінних американців - 0,1 % — вихідців з тихоокеанських островів - 1,2 % — осіб інших рас |

До двох чи більше рас належало 2,2 %. Частка іспаномовних становила 3,3 % від усіх жителів.
За віковим діапазоном населення розподілялося таким чином: 14,3 % — особи молодші 18 років, 55,4 % — особи у віці 18—64 років, 30,3 % — особи у віці 65 років та старші. Медіана віку мешканця становила 54,8 року. На 100 осіб жіночої статі у місті припадало 98,8 чоловіків;  на 100 жінок у віці від 18 років та старших — 98,2 чоловіків також старших 18 років.
Середній дохід на одне домашнє господарство  становив 69 402 долари США (медіана — 56 023), а середній дохід на одну сім'ю — 82 758 доларів (медіана — 72 083). Медіана доходів становила 35 294 долари для чоловіків та 43 750 доларів для жінок. За межею бідності перебувало 2,5 % осіб, у тому числі 3,1 % дітей у віці до 18 років та 3,8 % осіб у віці 65 років та старших.
Цивільне працевлаштоване населення становило 508 осіб. Основні галузі зайнятості: мистецтво, розваги та відпочинок — 18,7 %, освіта, охорона здоров'я та соціальна допомога — 18,3 %, роздрібна торгівля — 13,8 %, науковці, спеціалісти, менеджери — 12,4 %.